# Совет Верховного правителя
Совет Верховного Правителя — коллегиальный орган управления, выделившийся из Совета министров Российского государства, для целей координации под непосредственным контролем Верховного Правителя политики основных министров кабинета. Формально обладал лишь консультативными функциями.

## Предпосылки и причины создания
А.В. Колчак, добившейся сосредоточения в своих руках всей полноты военной власти, не мог, однако, преобразовать передавший ему 18 ноября 1918 года власть Совет министров в сугубо «деловое учреждение», поэтому, для проведения реальной политики 21 ноября 1918 года был организован своего рода «кабинет внутри кабинета».
Первоначально Совет Верховного Правителя состоял из 3 членов кабинета: министров внутренних дел, финансов и иностранных дел, а также управляющего делами и лиц, приглашенных Верховным правителем.
Фактически Совет был органом принятия основных политических решений, законодательно оформлявшихся указами Верховного правителя.
Многие важные принципиальные вопросы решались адмиралом после обсуждения с Советом Верховного правителя не только в обход Совета министров (путём чрезвычайных указов), но даже и без постановки последнего в известность. Нередко министры узнавали о решениях Совета Верховного правителя только из газет. Сам Совет министров занимался по большей части текущей рутинной работой: пополнением казны, организацией снабжения, поддержкой промышленных предприятий и учебных заведений, борьбой с эпидемиями и т.п.
В мае 1919 г. в недрах Ставки Верховного главнокомандующего родился проект реформы высших органов государственной власти. Согласно этому проекту, Совет министров также должен был лишиться своих законодательных полномочий, которые переходили к реформированному Совету Верховного правителя. Последний предполагался как псевдопредставительное учреждение в составе 33 членов. Министры входили в состав Совета по должности, остальные назначались Верховным правителем «от духовенства Православной Российской церкви, представителей земских и городских самоуправлений, армий, университетов, Совета торговли и промышленности, рабочих, представителей земледельцев».

## Реорганизация Совета
7 августа 1919 года Указом Верховного Правителя Совету были поручены новые вопросы: 
- по организации военно-административного Управления на фронте и в тылу;
- по укомплектованию и организации снабжения армии и флота;
- по осуществлению мероприятий, вытекающих из общего плана кампании;
- по вопросам военно-политического значения.

Состав Совета был соответственно расширен, и в его состав вошли дополнительно военный и морской министры, начальник штаба Верховного главнокомандующего и его помощники, помощник военного министра по делам казачьих войск, и, при возможности, командующие армиями и фронтом.